# 穐本ゆかり
穐本 ゆかり（あきもと ゆかり、1978年 - ）は、日本の女性アニメーター。代々木アニメーション学院ひがし校卒業。別名義に古池 ゆかり。サンシャインコーポレーションに所属していた。

## 主な参加作品

### 穐本ゆかり名義

#### テレビアニメ
1996年
- 名探偵コナン（原画）

1997年
- ポケットモンスター（動画）

1999年
- 超発明BOYカニパン（動画）
- ビックリマン2000（動画）

2001年
- 星のカービィ（動画検査）
- Dr.リンにきいてみて!（原画）

2002年
- ホイッスル!（原画）

2003年
- コロッケ!（作画監督）

2005年
- ピーチガール（作画監督）
- おねがいマイメロディ（原画）

2006年
- ワンワンセレプー それゆけ!徹之進（コスチュームデザイン）
- おねがいマイメロディ 〜くるくるシャッフル!〜（原画・ED原画）
- スクールランブル 二学期（原画）
- まもって!ロリポップ（原画）

2007年
- Saint October（原画）
- のだめカンタービレ（原画）
- 魔法少女リリカルなのはStrikerS（第二原画）
- スカイガールズ（原画）
- School Days（原画）
- 家庭教師ヒットマンREBORN!（原画）
- 素敵探偵ラビリンス（原画）

2008年
- 全力ウサギ（作画監督・原画）
- ライブオン CARDLIVER 翔（原画）

2009年
- ジュエルペット（作画監督）

2010年
- 爆丸バトルブローラーズ ニューヴェストロイア（原画）
- ジュエルペット てぃんくる☆（作画監督）

2011年
- ダンボール戦機（原画）
- プリティーリズム・オーロラドリーム（第二原画）

2012年
- ジュエルペット きら☆デコッ!（作画監督）

2013年
- DD北斗の拳（作画監督、原画）

2015年
- ジュエルペット マジカルチェンジ（作画監督）

2019年
- 妖怪ウォッチ!（原画）
- カードファイト!! ヴァンガード 続・高校生編（第二原画）
- カードファイト!! ヴァンガード 新右衛門編（第二原画）
- 妖怪ウォッチJam 妖怪学園Y 〜Nとの遭遇〜（原画）
- ポケットモンスター（原画・第二原画）

### 古池ゆかり名義

#### テレビアニメ
2019年
- アサシンズプライド（作画監督）

2021年
- 魔術士オーフェンはぐれ旅 キムラック編（作画監督・原画）
- 古見さんは、コミュ症です。（作画監督）
- 半妖の夜叉姫 弐の章（原画）

2022年
- 佐々木と宮野（作画監督）
- デリシャスパーティ♡プリキュア（原画）
- CUE!（作画監督）
- 転生賢者の異世界ライフ 〜第二の職業を得て、世界最強になりました〜（作画監督）

2023年
- ひろがるスカイ!プリキュア（原画）
- MIX MEISEI STORY 〜二度目の夏、空の向こうへ〜（原画）
- ダークギャザリング（作画監督）
- 魔術士オーフェンはぐれ旅 アーバンラマ編（作画監督）
- 魔術士オーフェンはぐれ旅 聖域編（作画監督）
- キボウノチカラ〜オトナプリキュア'23〜（作画監督）
- 薬屋のひとりごと（第二原画）
- BEYBLADE X（2023年 - 2025年、ゲストキャラデザイン・作画監督）

2024年
- ようこそ実力至上主義の教室へ 3rd Season（作画監督・原画）
- Re:Monster（作画監督・原画・OP第二原画）
- ただいま、おかえり（作画監督）
- 義妹生活（原画）

#### 劇場アニメ
2021年
- 劇場版 七つの大罪 光に呪われし者たち（作画監督補佐）

2023年
- 映画「佐々木と宮野─卒業編─」（作画監督、原画）
- 劇場版 Collar×Malice -deep cover-（第二原画）